# Јадран Ферлуга
Јадран Ферлуга (Трст, 13. фебруар 1920 — Пиран, 27. јануар 2004) је био словеначки историчар италијанског порекла.

## Школовање
Гимназију је похађао у Чедаду а током Другог светског рата био је интерниран у Јужној Италији. На Сорбони је студирао историју 1946/47. да би студије наставио на Филозофском факултету у Београду где је и дипломирао 1949. године.

## Академска каријера
Асистент на катедри за византологију Филозофског факултета у Београду постао је 1951. године. Докторирао је 1956. године а наредне године постао је доцент на катедри за националну историју средњег века. Предавао је као ванредни и редовни професор историје југословенских народа осим српског. Професор Универзитета у Минстеру постао је 1970. године и ту је предавао све до пензионисања 1985. године. Био је професор и ментор бројним будућим истакнутим медиевистима и византолозима код нас и у иностранству. Такође је био и члан многих удружења медиевиста и византолога.

## Научни рад
У његовом научно-истраживачком раду може се разазнати неколико тематских целина. Први радови односили су му се на византијску провинцијску управу, нарочито у периоду од 7. до 11. века. Изучавао је постанак и организацију тема. Посебна заслуга Ферлуге је у томе што је настојао да објасни место и карактер нижих облика тематског уређења који су постојали у крајевима где византијска власт није била довољно чврста (Ниже војно-административне јединице тематског уређења, 1953). Истраживачку пажњу привлачили су му улога Византије у јадранском приморју (Византијска управа у Далмацији, 1956, Драч и драчка област пред крај 10. и почетком 11. века, 1964), Византија и Задар, 1967).
Истраживао је и односе између Византије и Јужних Словена, настајање првих јужнословенских држава и византијски утицај на овај процес (Византија и постанак најранијих јужнословенских држава, 1968). Велику пажњу посветио је разматрању процеса обнове византијске власти на Балкану и словенском супростављању овом процесу. Неколико радова односе му се на проблеме византијског феудализма и на особености овог уређења у односу на западноевропске феудалне институције. Пажљиво је проучавао византијске изворе и уређивао је трећу књигу Византијских извора за историју народа Југославије. Значајна су и његова два рада који представљају синтетичке прегледе византијске прошлости: Bizancio. Società e Stato, (1974) и Bizantska družba i država (1990).

## Важнији радови
- Ферлуга, Јадран (1953). „Ниже војно-административне јединице тематског уређења: Прилог проучавању тематског уређења од VII до X века”. Зборник радова Византолошког института. 2: 61—98.
- Ферлуга, Јадран (1955). „Време постанка теме Далмације”. Зборник Филозофског факултета. Београд. 3: 53—67.
- Ферлуга, Јадран (1956). „Прилог датирању платног списка стратега из De caerimoniis aulae byzantinae”. Зборник радова Византолошког института. 4: 63—71.
- Ферлуга, Јадран (1957). Византијска управа у Далмацији. Београд: Научно дело.
- Ferluga, Jadran (1957). „L'archontat de Dalmatie”. Actes du X. Congrès international d'études byzantines. İstanbul: Comité d'organisation. стр. 307—315.
- Ferluga, Jadran (1961). „La ligesse dans l'Empire byzantin: Contribution à l'étude de la féodalité à Byzance”. Зборник радова Византолошког института. 7: 97—123.
- Ферлуга, Јадран (1963). „Кекавмен и његови извори”. Зборник Филозофског факултета. Београд. 7 (1): 185—196.
- Ферлуга, Јадран (1964). „Драч и Драчка област пред крај X и почетком XI века”. Зборник радова Византолошког института. 8 (2): 117—132.
- Ferluga, Jadran (1964). „Sur la date de la création du thème de Dyrrachium”. Actes du XIIe Congrès international d'études byzantines. Beograd: Naučno delo. стр. 83—92.
- Ферлуга, Јадран (1964). „О неким аспектима изградње тематског уређења на Балканском полуострву”. Зборник Филозофског факултета. Београд. 8: 131—143.
- Ферлуга, Јадран (1966). „Време подизања цркве св. Ахилеја на Преспи”. Зборник за ликовне уметности. 2: 1—8.
- Ferluga, Jadran (1966). „Le soulèvement des Comitopoules”. Зборник радова Византолошког института. 9: 75—84.
- Ферлуга, Јадран (1968). „Византија и постанак најранијих јужнословенских држава”. Зборник радова Византолошког института. 11: 55—66.
- Ферлуга, Јадран (1970). „Листа адреса за стране владаре из Књиге о церимонијама”. Зборник радова Византолошког института. 12: 157—178.
- Ферлуга, Јадран (1971). „Византијско царство и јужнословенске државе од средине IX до средине X века”. Зборник радова Византолошког института. 13: 75—107.
- Ferluga, Jadran (1972). „L'aristocratie byzantine en Morée au temps de la conquete latine”. Byzantinische Forschungen. 4: 76—87.
- Ферлуга, Јадран (1974). „Почеци једне византијске аристократске породице - Аргири”. Зборник Филозофског факултета. Београд. 12 (1): 153—167.
- Ferluga, Jadran (1976). Byzantium on the Balkans: Studies on the Byzantine administration and the Southern Slavs from the VIIth to the XIIth centuries. Amsterdam: Hakkert.
- Ferluga, Jadran (1977). „Les iles dalmates dans l'Empire byzantin”. Byzantinische Forschungen. 5: 35—71.
- Ferluga, Jadran (1978). L'amministrazione Bizantina in Dalmazia. Venezia: Deputazione di storia patria per le Venezie.
- Ferluga, Jadran (1979). „Serben, Türken und Byzantiner von der türkischen Eroberung Kallipolis' (1354) bis zur Schlacht an der Marica (1371)”. Byzance et les Slaves: Études de civilisation. Paris: Association des amis des études archéologiques. стр. 165—174.
- Ferluga, Jadran (1979). „Quelques problèmes de politique byzantine de colonisation au XIe siècle dans les Balkans”. Byzantinische Forschungen. 7: 37—56.
- Ферлуга, Јадран (1980). „Византијске војне операције против Угарске у току 1166. године”. Зборник радова Византолошког института. 19: 157—165.
- Ferluga, Jadran (1980). „Die Chronik des Priesters von Diokleia als quelle für Die byzantinische Geschichte”. Byzantina. 10: 431—460.
- Ferluga, Jadran (1982). „Archon: Ein Beitrag zur Untersuchung der südslavischen Herrschertitel im 9. und 10. Jahrhundert im Lichte der byzantinischen Quellen”. Tradition als historische Kraft: Interdisziplinaere Forschungen zur Geschichte des frueheren Mittelalters. Berlin: Walter de Gruyter. стр. 254—266.
- Ferluga, Jadran (1983). „Gli Slavi del sud ed altri gruppi etnici di fronte a Bisanzio”. Gli Slavi occidentali e meridionali nell'alto medioevo. 1. Spoleto: Centro italiano di studi sull'alto medioevo. стр. 303—352.
- Ферлуга, Јадран (1986). „Драч и његова област од VII до почетка XIII века”. Глас САНУ. 343 (5): 65—130.
- Ferluga, Jadran (1988). „Kolonizacijska politika bizantinske oblasti od VII. do XIII. stoletja”. Zgodovinsk časopis. 42: 13—26.
- Ferluga, Jadran (1990). „Die Geschichte der Südslaven und die Byzantinistik”. Byzantinische Forschungen. 15: 345—360.
- Ферлуга, Јадран (1991). „Византија и Јадранско море: Размишљања на тему”. Зборник радова Византолошког института. 29-30: 29—44.
- Ferluga, Jadran (1992). „L'Istria tra Giustiniano e Carlo Magno”. Arheološki vestnik. 43: 175—190.